# An Hour Before It’s Dark
An Hour Before It’s Dark (с англ. — «За час до темноты») — двадцатый студийный альбом британской рок-группы Marillion из Эйлсбери (графство Бакингемшир). Он был записан в период пандемии COVID-19 и выпущен 4 марта 2022 года. An Hour Before It’s Dark получил положительные отзывы критиков, назван одним из лучших в карьере группы, классикой эпохи пандемии. Альбом занял 2-е место в Великобритании, что стало самой высокой позицией группы в хит-парадах со времён Clutching at Straws в 1987 году и стал пятым чарттоппером в британском рок-чарте Official Rock & Metal Albums Chart.

## История
3 августа 2021 года Marillion объявили о начале новой кампании предзаказов для записи и выпуска нового студийного альбома, первого со времён With Friends from the Orchestra (2019). Фронтмен Стив Хогарт сказал, что «общее ощущение» от альбома «удивительно приподнятое», а хор Choir Noir добавил «новую душу» и «цвет» в музыку.
Альбом включает в себя документальный фильм о создании альбома и исполнение песни «Murder Machines» в студии Real World Studios.
Альбом An Hour Before It’s Dark был выпущен 4 марта 2022 года. Для продвижения пластинки несколько лондонских кэбов были украшены обложкой альбома, а бесплатные поездки предоставлялись, если клиент называл пароль, которым было название альбома. Промоушен длился с 4 по 14 марта.
7 марта 2022 года группа объявила о 9-дневном туре по Великобритании в сентябре 2022 года.

## Отзывы
| Оценки критиков | Оценки критиков |
| Источник        | Оценка          |
| --------------- | --------------- |
| Classic Rock    | [ 4 ]           |

An Hour Before It’s Dark получил положительные отзывы критиков изданий. Дейв Эверли из Classic Rock назвал новый альбом ветеранов прог-рока Marillion — драматичным, полным надежд и одним из лучших в их карьере, классикой эпохи пандемии COVID-19 и отметил, что «An Hour Before It’s Dark — это не просто один из лучших альбомов в карьере Marillion, это маяк надежды, когда мы постепенно выходим из самых мрачных времён».

## Коммерческий успех
В британском хит-параде альбомов UK Albums Chart от 11 марта 2022 года An Hour Before It’s Dark занял второе место, что стало самой высокой позицией в чарте со времён Clutching at Straws в 1987 году (выше был только Misplaced Childhood на № 1 в 1985 году). Также он стал пятым чарттоппером в рок-чарте Official Rock & Metal Albums Chart после прошлых их рок-лидеров: This Strange Engine (1997), Radiation (1998), Fuck Everyone and Run (F E A R) (2016), Clutching at Straws (2018).

## Список композиций
Все тексты написаны Steve Hogarth, вся музыка написана Marillion.
| №                   | Название | Длительность                   |
| ------------------- | --- | ------------------------------ |
| 1.                  | «Be Hard on Yourself" - i. "The Tear in the Big Picture" - ii. "Lust for Luxury" - iii. "You Can Learn»                                     | 9:27 3:52 2:07 3:28            |
| 2.                  | «Reprogram the Gene" - i. "Invincible" - ii. "Trouble-Free Life" - iii. "A Cure for Us?»                                                    | 7:00 3:31 2:00 1:29            |
| 3.                  | «Only a Kiss» (instrumental) | 0:39                           |
| 4.                  | «Murder Machines» | 4:20                           |
| 5.                  | «The Crow and the Nightingale» | 6:35                           |
| 6.                  | «Sierra Leone" - i. "Chance in a Million" - ii. "The White Sand" - iii. "The Diamond" - iv. "The Blue Warm Air" - v. "More Than a Treasure» | 10:51 1:32 0:53 3:29 2:23 2:34 |
| 7.                  | «Care" - i. "Maintenance Drugs" - ii. "An Hour Before It's Dark" - iii. "Every Cell" - iv. "Angels on Earth»                                | 15:18 4:37 2:27 3:18 4:56      |
| Общая длительность: | Общая длительность: | 54:10                          |

## Чарты
| Чарт (2022)                                   | Высшая позиция |
| --------------------------------------------- | -------------- |
| Австрия (Ö3 Austria)                          | 25             |
| Бельгия/Фландрия (Ultratop)                   | 11             |
| Бельгия/Валлония (Ultratop)                   | 7              |
| Канада Canadian Albums (Billboard)            | 93             |
| Нидерланды (Album Top 100)                    | 2              |
| Финляндия (Suomen virallinen lista)           | 38             |
| Франция (SNEP)                                | 13             |
| Германия (Offizielle Top 100)                 | 2              |
| Ирландия (IRMA)                               | 58             |
| Италия (Classifica album)                     | 16             |
| Япония (Oricon)                               | 151            |
| Норвегия (VG-lista)                           | 32             |
| Польша (ZPAV)                                 | 4              |
| Шотландия (Scottish Albums Chart)             | 2              |
| Испания (PROMUSICAE)                          | 9              |
| Швеция (Sverigetopplistan)                    | 29             |
| Швейцария (Schweizer Hitparade)               | 6              |
| Великобритания (UK Albums Chart)              | 2              |
| Великобритания (UK Independent Albums Chart)  | 2              |
| Великобритания (UK Rock & Metal Albums Chart) | 1              |